# سیلیسات پتاسیم
سیلیکات پتاسیم (به انگلیسی: Potassium silicate) یک ترکیب شیمیایی بی رنگ با شناسه پاب‌کم ۶۶۲۰۰ است. شکل ظاهری این ترکیب، بلورهای سفید و مواد تشکیل دهنده آن پتاسیم کربنات و سیلیس خالص است.